# AMZ Tur VI

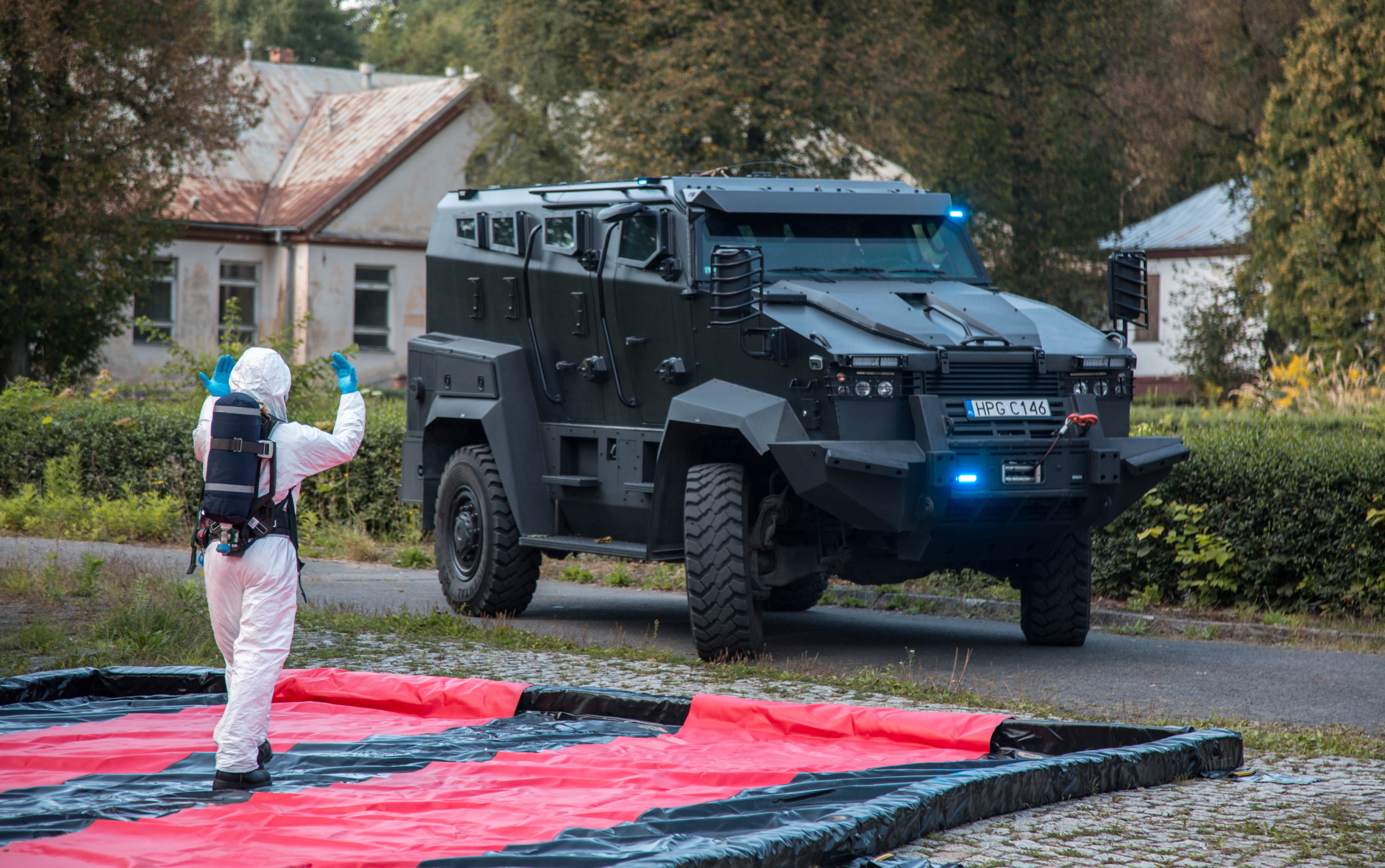
Policyjny Tur VI w czasie ćwiczeń (2021)

AMZ Tur VI (również LTO – Lekki Transporter Opancerzony) – polski lekki transporter opancerzony, produkowany przez spółkę AMZ-Kutno, przy współpracy firmy Concept. Pierwszy prototyp pojazdu osadzony był na podwoziu samochodu Ford F-550, jednak ostatecznie osadzono go na podwoziu MAN TGM w układzie napędowym 4×4. Pojazd opracowano przy współpracy z pododdziałami kontrterrorystycznymi polskiej Policji.

## Historia
AMZ Tur powstał jako efekt współpracy dwóch polskich spółek AMZ-Kutno oraz Concept i polskiej Policji. Prototyp wozu po raz pierwszy zaprezentowano na targach MSPO 2018. Pierwsza wersja wozu została oparta na podwoziu samochodu Ford F-550. Wybór podwozia Forda związany był m.in. z dostępnością części zamiennych, co ułatwiłoby eksploatację dowolnym użytkownikom na całym świecie, prostotą konstrukcji oraz mocnym silnikiem w układzie V8. Policja w trakcie postępowania wymagała zamontowania dwuramowej rampy szturmowej z hydraulicznym podnośnikiem. Dodatkowo policja potrzebowała transportera o lepszym opancerzeniu w zakresie kuloodporności oraz co najmniej na poziomie ochrony I wg normy STANAG 4569 w zakresie odporności na wybuch min.
Okazało się wówczas, że podwozie Forda, którego dopuszczalna masa całkowita (DMC) wynosi 10 ton, będzie zbyt słabe i nie będzie w stanie spełnić stawianych wymagań. Zdecydowano się zastosować w ostatecznym wariancie produkcyjnym podwozie pojazdu MAN TGM z napędem 4×4. DMC ostatecznego wariantu Tur VI wzrosła do 15 ton, co pozwoliło na spełnienie wszystkich wymagań stawianych przez przyszłego użytkownika, w tym wyposażenie pojazdu w rampę szturmową. Ukończony pojazd w wersji ostatecznej w pełnej konfiguracji z platformą był testowany w Wojskowy Instytut Techniki Pancernej i Samochodowej w Sulejówku pod względem spełnienia wymagań trakcyjnych i balistycznych.

### Eksploatacja w polskiej policji
W 2015 roku rozpoczął się dialog techniczny, który miał na celu wyłonienie dostawcy nowych pojazdów opancerzonych dla policji. Postępowanie na dostawę wozów rozpoczęto 9 października 2018 roku, do którego stanęły: austriackie przedsiębiorstwo Franz Achleitner z pojazdem RMMV Survivor R oraz AMZ-Kutno z pojazdem Tur VI. W wymaganiach przetargowych postawiono warunek, by pojazdy były wyposażone w rampę szturmową. 21 grudnia 2018 roku przetarg na dostawę 8 pojazdów wygrała spółka AMZ-Kutno. Wartość kontraktu wyniosła 23 mln zł. Pierwsze 5 pojazdów dostarczono do odbiorcy w grudniu 2019 roku, zaś pozostałe 3 we wrześniu 2020 roku. Dwa pojazdy zostały wyposażone w rampę szturmową. Dwa pojazdy trafiły na wyposażenie garnizonu mazowieckiego, zaś garnizony zachodniopomorski, pomorski, dolnośląski, podlaski, śląski i małopolski otrzymały po jednym pojeździe. Wykorzystywane są przez Centralny Pododdział Kontrterrorystyczny Policji „BOA” oraz samodzielne pododdziały kontrterrorystyczne Policji. Zastąpić mają eksploatowane dwa egzemplarze wozów opancerzonych AMZ Dzik-1AT oraz dołączą do trzech wozów BTR-60PB eksploatowanych w Policji.

### Eksploatacja przez inne podmioty
Jeden pojazd Tur VI został zakupiony w 2021 przez Krzysztofa Rutkowskiego na potrzeby prowadzonego przez niego biura detektywistycznego.

## Konstrukcja
AMZ Tur VI to lekki kołowy transporter opancerzony w układzie napędowym 4×4, budowany na podwoziu MAN TGM. Napęd transportera stanowi czterosuwowy, sześciocylindrowy silnik wysokoprężny o pojemności 6,9 litra i mocy 327 KM z automatyczną skrzynią biegów. Masa własna pojazdu to 11 690 kg, rzeczywista – 12 730 kg, zaś przy zamontowanej platformie szturmowej masa wzrasta o około 2200 kg. Dopuszczalna masa całkowita wynosi 15 000 kg.
Opancerzenie nadwozia zapewnia ochronę balistyczną przed ostrzałem na poziomie II według normy STANAG 4569, co zapewnia osłonę przed m.in. amunicją 7,62 × 39 mm oraz 7,62 × 51 mm w przypadku przedziału silnikowego, który również został opancerzony. Okna wykonane są z kuloodpornego, bezodpryskowego szkła, zaś wizjery kuloodporne zapewniają tę samą klasę odporności, co reszta nadwozia. Dodatkowo Tur VI zapewnia ochronę przed wybuchami granatów ręcznych, min przeciwpiechotnych, eksplozjami niewybuchów artyleryjskiej amunicji odłamkowej i detonacjami niewielkich materiałów w dowolnym miejscu pod pojazdem według normy STANAG 4569 na poziomie I. Wnętrze przedziału załogowego i komora silnika wyposażone zostały w automatyczne układy przeciwpożarowe. Koła mają specjalne, wewnętrzne wkładki umożliwiające jazdę na dystansie do około 40 km z prędkością co najmniej 40 km/h po całkowitym przestrzeleniu lub przebiciu opony.
Fotele desantowe po złożeniu mogą służyć jako podparcie do prowadzenia ognia z wnętrza pojazdu przez specjalne luki strzelnicze ulokowane w burtach pojazdu. TUR VI ma cztery drzwi boczne i drzwi tylne, które mają funkcję blokowania otwarcia w położeniu 90°. Wóz wyposażony został w układ klimatyzacji oraz urządzenia filtrowentylacyjne, które nie pozwalają na wnikanie do wnętrza pojazdu bojowych środków trujących, środków biologicznych i pyłu promieniotwórczego. Wóz ma specjalnie wzmocniony przedni zderzak, który służy jako taran oraz zamontowaną wyciągarkę o uciągu ponad 9 t z nawiniętą liną stalową o długości 25 m. Urządzeniem steruje się zarówno z wnętrza pojazdu, jak i z zewnątrz. Dodatkowo wóz wyposażony jest w kamerę cofania.
Pojazd może zostać wyposażony w specjalną platformę szturmową skonstruowaną przez firmę Concept Sp. z o.o.. Umożliwia ona bezpieczne wejście z górnej części pojazdu na wysokość ponad 6,5 m, a po dodaniu do nich drabin o długości 2 m lub 3 m na wysokość nawet 9,5 m. Dwa niezależne pomosty mają wysuwane trapy sterowane hydraulicznie. Każdy podest wyposażono w podnoszone osłony balistyczne zapewniające funkcjonariuszom osłonę przed ostrzałem z przodu i z dołu Platforma szturmowa może być podnoszona, jak i pochylana w przód. Na każdym z podestów w górnej części zamontowano kamerę umożliwiającą podgląd i obserwację obiektów przed pojazdem. Wzdłuż pomostów i wysuwanych trapów można zamontować na całej długości barierki ochronne. Wozy niewyposażone w rampę mają już zamontowaną instalację pod jej montaż.
Wóz w wariancie dla polskiej Policji jest w stanie przewieźć 8 osób – kierowcę, dowódcę oraz 6 kontrterrorystów, zaś w wariancie podstawowym może przewieźć do 10 osób włącznie z kierowcą.